# Joan Vicenç Gómez i Urgellés
Joan-Vicenç Gómez i Urgellés (Vilanova i la Geltrú, 30 de gener de 1959) és un matemàtic i pedagog català. Llicenciat en Ciències Matemàtiques, doctor en Pedagogia i doctor en Ciències de l'Educació.Professor de la Universitat Politècnica de Catalunya a l'Escola Universitària Politècnica de Vilanova i col·laborador de la Universitat Nacional d'Educació a Distància (UNED). Ha presentat ponències en diversos congressos nacionals i internacionals. Especialista en didàctica i divulgació de les matemàtiques.
Conegut, per ser dels primers professors universitaris a Catalunya des de finals dels anys 90 en promoure una educació secundària i superior basada en la modelització i problemes aplicats per tal d'augmentar la satisfacció per l'aprenentatge de les matemàtiques, inspirant-se en diversos autors com Lluís Santaló, Georg Pólya, Mogens Niss, Claudi Alsina i altres. Ha participat en diversos grups de recerca nacionals i internacionals pel coneixement de la modelització matemàtica.
Professor de matemàtiques en graus d'enginyeria a la Universitat Politècnica de Catalunya i coordinador d'una part del màster Interuniversitari de Formació de Professorat de Secundària l'àrea de matemàtiques. Va presidir durant els anys 2002 i 2005 la Federació d'Entitats per l'Ensenyament de les Matemàtiques de Catalunya.
Ha publicat diversos llibres on destaquen: L'altre cara de les matemàtiques (premi Joan Profitós i Fontà, 1999) i Per un nou ensenyament de les matemàtiques (premi Josep Pallach, 1999), Criptografia: el arte de guardar secretos, De Euclides a Internet, Cuando las rectas se vuelven curvas: las geometrías no euclídeas, Matemáticas, espías y piratas informáticos. Codificación y criptografía, aquests darreres publicats per RBA i National Geographic. D’altres libres d’interès són Zàping matemàtic, Els nombres i el seu encant i Diofanto (publicat per RBA).

## Obres[1][7]
- Variable Complexa. Universitat Politècnica de Catalunya, 1994
- Anàlisi Vectorial : resum teòric i problemes resolts. Universitat Politècnica de Catalunya, 1994
- Invitació al món de les matemàtiques per no matemàtics
- L'altra cara de les matemàtiques. El Cep i la Nansa, 2000
- Per un nou ensenyament de les matemàtiques. Ceac, 2000
- Una proposta per a un nou ensenyament de les matemàtiques. 2000
- De la enseñanza al aprendizaje de las matemáticas. Paidós, 2002
- La Societat com a escenari i les matemàtiques com a actors : de la tradició a la innovació en l'educació matemàtica. Ajuntament de Reus. Àrea d'Educació i Familia, 2005
- Zàping matemàtic. Universitat Politècnica de Catalunya, 2010
- Cuando las rectas se vuelven curvas : las geometrías no euclideas. RBA, cop. 2010
- Matemáticos, espías y piratas informáticos : codificación y criptografía. RBA, 2010
- Cuando las rectas se vuelven curvas : las geometrías no euclideas. RBA, 2014
- Els Nombres i el seu encant. Institut d'Estudis Ilerdencs, 2015
- Matemáticas y códigos secretos. RBA, 2018
- Diofanto. RBA, 2018
- La Criptografía : el arte de guardar secretos. Prisanoticias Colecciones, 2019
- Más allá de Euclides : las otras geometrías. Prisanoticias Colecciones, 2019

## Premis i reconeixements[1][2]
Ha estat guardonat amb diversos premis i reconeixements:
- 1997: Reconeixement a la millora de la qualitat docent, atorgat per la UPC[1]
- 1999: Premi Joan Profitós i Fontà (Nit de les lletres Catalanes) pel llibre L'altra cara de les matemàtiques[8]
- 1999: Premi d'investigació pedagògica Josep Pallach pel llibre Per un nou ensenyament de les matemàtiques[8]
- 2000: Premi de promoció cultural i educativa, atorgat per la Fundació Caixa de Sabadell, pel projecte Fem Matemàtiques[1]
- 2004: Premi a la recerca i innovació educatives Àngels Ferrer i Sensat[9]
- 2005: Premi sobre "Investigaciones y Experiencias Didàcticas", atorgat pel Ministerio de Educación[10]
- 2006: Premi Principado de Asturias atorgat per la Funcación Técnica Industrial (2006)[11]
- 2013: Premi de divulgació científica Humbert Torres atorgat per la Fundació Catalana per a la Recerca i la Innovació[12]
- 2013: Òmnium Cultural[13]